# Малави на Светском првенству у атлетици на отвореном 2013.
Малави су учествовали на 14. Светском првенству у атлетици на отвореном 2013. одржаном у Москви од 10. до 18. августа. Репрезентацију Малавиа представљао је један такмичар који се такмичио у трци на 5.000 метара.,
На овом првенству Малави није освојио ниједну медаљу, али је Grevazio Mpani остварио лични рекорд.

## Учесници
Мушкарци :
- Grevazio Mpani — 5.000 м

## Резултати

### Мушкарци
| Атлетичар      | Дисциплина | Лични рекорд | Квалификације | Квалификације | Полуфинале | Полуфинале | Финале               | Финале      | Детаљи |
| Атлетичар      | Дисциплина | Лични рекорд | Резултат      | Место         | Резултат   | Место      | Резултат             | Место       | Детаљи |
| -------------- | ---------- | ------------ | ------------- | ------------- | ---------- | ---------- | -------------------- | ----------- | ------ |
| Grevazio Mpani | 5.000 м    |              | 14:15,65 ЛР   | 15. у гр А    |            |            | Није се квалификовао | 29 / 29(31) |        |